# Panajtios

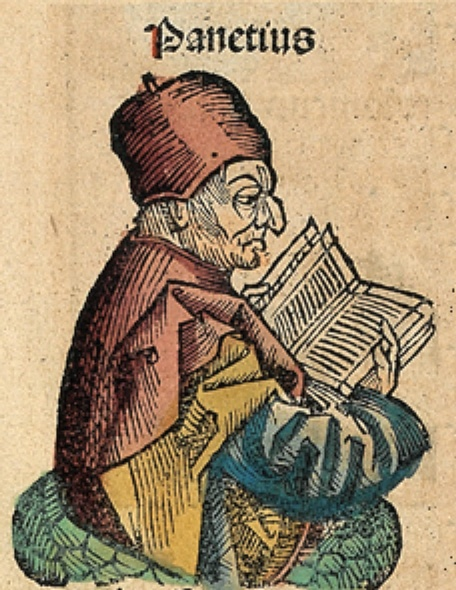
Rycina przedstawiająca Panajtiosa

Panajtios (ur. ok. 180 - zm. ok. 110 p.n.e.) – pochodzący z Rodosu grecki filozof mediostoicki, uważany za twórcę rzymskiego stoicyzmu.
W 145 p.n.e. przybył do Rzymu, gdzie został przyjęty do koła Scypionów. W 129 p.n.e. po śmierci Antypatra z Tarsu kierował szkołą stoicką w Atenach do 110 p.n.e. Nie zachowało się żadne z jego dzieł. Jednym z nich był traktat w trzech księgach "O powinnościach", na którym wzorował się Cyceron w dziele o tym samym tytule. Jego uczniem był Pozydoniusz oraz Publiusz Rutyliusz Rufus.